# Guyenne (Québec)
Pour les articles homonymes, voir La Guienne et Guyenne.
Guyenne est un village compris dans le territoire non organisé de Lac-Chicobi en Abitibi, au Québec (Canada). Le village est fondé sous l'impulsion de colons ayant constitué une coopérative de travail. Son organisation sociale axée sur le partage des richesses et la prise de décisions en assemblée lui vaut le surnom de Petite Russie.